# ساندرا میچل
ساندرا دی میچل (به انگلیسی: Sandra D. Mitchell)، (زاده ۱۹۵۱) فیلسوف علم و مورخ تاریخچه روشن‌فکری آمریکایی است. او استاد ممتاز در بخش تاریخ و فلسفه علم در دانشگاه پیتسبرگ است، که بر اساس گزارش فلسفی گورمت در سال ۲۰۱۱، بهترین مدرسه در جهان برای این موضوع است. تحقیقات او بر روی فلسفه زیست‌شناسی و فلسفه علوم اجتماعی و ارتباط بین این دو متمرکز است.

## زندگی
ساندرا میچل قبل از پیوستن به گروه تاریخ و فلسفه علم در سال ۲۰۰۰، در دانشگاه ایالتی اوهایو (۱۹۸۵–۱۹۸۹) و دانشگاه کالیفرنیا (۱۹۸۹–۱۹۹۹) کار کرد. او عضو مرکز مطالعات میان‌رشته‌ای در دانشگاه بیله‌فلد (۱۹۹۱–۱۹۹۲)، مؤسسه ماکس پلانک برای مطالعه جوامع در کلن (۲۰۰۴–۲۰۰۵)، مؤسسه مطالعات پیشرفته برلین (۱۹۹۳–۱۹۹۳)، و مؤسسه ماکس پلانک برای تاریخ علم (۱۹۹۴–۲۰۱۰) بوده‌است.
میچل مدرک لیسانس فلسفه را از کالج پیتزر (۱۹۷۳)، در منطق، فلسفه و روش علمی از دانشکده اقتصاد لندن (۱۹۷۵)، و دکتری در تاریخ و فلسفه علم از دانشگاه پیتسبورگ (۱۹۸۷) دریافت کرد.
او در مقالات اخیر خود استدلال کرده‌است که جستجوی یک نظریه همه‌چیز بیهوده است. در عوض، او پیشنهاد می‌کند که علوم بر مطالعه همبستگی‌های پیچیده بین عناصر و اثرات نوظهور آن‌ها (خودسازمان‌دهی) تمرکز می‌کنند که یک رویکرد کاملاً تقلیل‌گرایانه است و قادر به پرداختن کافی نیست.